# Francesco Tonucci
Francesco Tonucci (Fano, Itàlia, 1940) és un pedagog italià especialitzat en educació infantil i llicenciat en pedagogia per la Universitat Catòlica del Sagrat Cor de Milà. Proposa adoptar el punt de vista de l'infant i deixar-lo més lliure, tant a l'escola com a casa. Ha promogut diverses iniciatives per fomentar la participació dels nens i nenes, com el camí escolar, el parlament dels nens o els consells urbans.

## Biografia
Treballa com a investigador al Centre Nacional de Recerca Italià (actualment, un jubilat <<actiu>>), en l'àrea de psicologia i cognició. Es declara admirador de Gianni Rodari i amant de l'art. Ha escrit nombrosos llibres, com La ciutat dels nens (1991) i ha publicat articles en diaris catòlics i comunistes.
| «                | La homogeneïtat no existeix enlloc. A la vida no hi ha llocs on se separi en funció de l'edat, només es fa a l'escola. Avui acceptem que nens i nenes vagin junts a classe i també que ho facin nens de diferents races o amb alguna disminució ... Però no acceptem que hi hagi nens de diferents edats | » |
| — Tonucci (2012) | |   |

Des de 1991 és responsable del projecte internacional <<La ciutat dels infants>>, que ha creat una xarxa de més de 200 ciutats a Itàlia, Espanya i Amèrica Llatina.
Per a la formació de mestres, ha dibuixat diverses tires còmiques amb el pseudònim de Frato. De fet, les seves vinyetes les fa amb el propòsit de denunciar la situació de l'escola tradicional, ancorada en mètodes obsolets.
Les primeres tires de Frato van aparèixer el 1968 i des de llavors, el seu èxit ha crescut fins a convertir-se en un pedagog reconegut internacionalment. Col·labora com a il·lustrador de diverses revistes de pedagogia i de llibres de recerca sobre els nens. La seva obra ha estat exposada en diversos monogràfics a Itàlia, Espanya i Argentina. A més, els seus llibres s'han traduït al castellà, al català, al francès, al portuguès i al gallec, i les seves vinyetes s'han publicat entre diverses revistes angleses, japoneses i israelianes.

## Principis pedagògics
Els principis pedagògics de Francesco Tonucci es basen a donar protagonisme a l'infant i en canviar la visió que es té d'ells:
- En primer lloc, escoltar qualsevol cosa que els nens vulguin explicar. Normalment, aquestes idees espontànies que sorgeixen durant el joc són innovadores i creatives. No es tracta de còpies de les opinions dels seus pares o mestres, sinó de la seva incipient opinió crítica.
- Cal incloure al nen en la gestió del centre escolar. Si es veu involucrat en la presa de decisions que afecten a la vida diària aconseguirà desenvolupar un esperit autònom i sobirà.
- Deixar temps lliure, és a dir, sense control patern després de classe. Això li donarà temes de conversa a casa i a l'escola l'endemà. Per a aconseguir aquest espai lliure, els deures no haurien de ser una càrrega diària excessiva perquè ja passen moltes hores dins les aules.
- Per acabar, s'ha de respectar el ritme de treball de cada infant, no tots els nens evolucionen al mateix temps. Per aquest motiu és molt important centrar-se en el que el nen ja sap fer, més que en allò que no és capaç de dur a terme. Si treballem a partir dels seus coneixements aconseguirem fonamentar l'autoestima i la motivació personal.

## Publicacions
En català, els títols traduïts, la resta en l'idioma original
- Amb ulls de nen, 1981
- Infant s'hi neix, 1985
- A comer Elefante, 1987
- Com ser infant, 1989
- Coses que es poden fer amb un nas llarg a més de dir mentides, 1989
- La solitud de l'infant, 1994
- Olimpíades '92 amb ulls d'infant, 1990
- Cari genitori, 1998
- Quan els infants diuen Prou!, 2003
- Fratografías, 2004
- Benvingut, Joan. Cartes a un nen que ha de néixer, 2006
- Per què la infància?: sobre la necessitat que les nostres societats apostin definitivament per les nenes i els nens. Destino, 2019

## Fites i reconeixements
- 1991, creador i director del projecte internacional La ciutat dels infants, que proposa canvis en les ciutats assumint els nens com a paràmetre ambiental i de sostenibilitat
- Des de 1966 és investigador a l'Institut de Ciències i Tecnologies de la Cognició del Centre Nacional d'investigació (CNR) a Itàlia.[9]
- Des de 1968, amb el pseudònim de Frato, dibuixa caricatures i tires còmiques.
- 1997, el primer ministre italià el va nomenar president del Comitè TV-nens per elaborar un codi d'autoregulació.
- 2003, és nomenat professor honorari de la Pontifícia Universitat Catòlica de Lima.[10]
- Nomenat doctor Honoris Causa per la Universidad Nacional de la Plata (Argentina)
- A més és membre del Consell Editorial de les revistes Revista Europea de Psicología de la Educación, Investigación en la escuela, Conflicto, Cooperación en materia de educación i Edugo.
- 2014, se li concedeix el Premi Marta Mata atorgat per l'Associació de Mestres Rosa Sensat[11]
- 2016 Doctor honoris causa per la Universitat de Lleida.[1]